# Батьки і діти (фільм, 1983)
«Батьки і діти» (рос. «Отцы и дети») — білоруський радянський художній фільм 1983 року режисера В'ячеслава Нікіфорова за однойменним романом Івана Тургенєва.

## Сюжет
До поміщика Кірсанова, щойно закінчивши університет, приїжджає син Аркадій. А з ним — самовпевнена молода людина, доктор-початківець, Євген Базаров. Старший брат батька, Павло Петрович, і Базаров відразу ж починають відчувати взаємну антипатію. Через кілька днів після приїзду Аркадій знайомить Базарова з Одинцовою, молодою, красивою і багатою вдовою, якою Базаров відразу ж зацікавлюється...

## У ролях
- Володимир Богин
- Володимир Конкін
- Володимир Самойлов
- Муза Крепкогорська
- Наталя Данилова
- Олексій Кузнєцов
- Тетяна Догілева
- Борис Хімічев
- Едуард Ізотов
- Римма Коростельов
- Світлана Рябова
- Валерій Шальних
- Віктор Мірошниченко — повітовий лікар
- Юрій Дубровін — лікар-німець

## Творча група
- Сценарій: Євген Григор'єв, Оскар Нікич
- Режисер: В'ячеслав Нікіфоров
- Оператор: Володимир Споришков, Анастасія Суханова
- Композитор: Валерій Зубков